# Филип II (Фалкенщайн)
Вижте пояснителната страница за други личности с името Филип II.
Филип II фон Фалкенщайн (на немски: Philipp II von Falkenstein; † между 29 юни 1293 и 13 декември 1293) е благородник от фамилията Фалкенщайн, господар на замъка „Фалкенщайн“ в Пфалц.
Той е вторият син на Филип I фон Фалкенщайн († 1271) и съпругата му Изенгард фон Мюнценберг († сл. 1270), дъщеря-наследничка на Улрих I фон Хаген-Мюнценберг (1170 – 1240), господар на Мюнценберг, и съпругата му Аделхайд фон Цигенхайн († 1226), дъщеря на граф Рудолф II фон Цигенхайн. Внук е на Вернер III фон Боланден († 1221) и съпругата му Агнес фон Изенбург-Браунсберг. По-големият му брат е Вернер I фон Фалкенщайн († 1298/1300).

След смъртта на баща му през 1271 г. се провежда първата подялба на Фалкенщайн: Филип II основава линията Буцбах брат му Вернер I е първият владетел на лнията Лих.

## Фамилия
Филип II се жени пр. 4 април 1266 г. за вилдграфиня Гизела фон Кирбург († сл. 1313), дъщеря на вилдграф Емих II фон Кирбург-Шмидтбург († 1284) и съпругата му Елизабет фон Монфор († сл. 1269). Те имат децата:
- Изенгард фон Фалкенщайн († 5 февруари 1304), омъжена за Вирих III 'Млади' фон Даун, господар на Щайн-Оберщайн († 1299)
- Гизела фон Фалкенщайн († сл. 1 май 1313), омъжена I. 1304/1 март 1308 г. за граф Райнболд II фон Золмс-Кьонигсберг († 1305/1308), II. 1304/1 март 1308 г. за Ароаз фон Бройберг († 1323)
- Улрих I фон Фалкенщайн († 1 ноември 1300), женен за Аделхайид (Алхайдис Комитиса) († сл. 1295)
- Елизабет фон Фалкенщайн († сл. 1293)
- Филип IV фон Фалкенщайн (ок. 1282 – сл. 1328), господар на Мюнценберг, женен I. пр. 17 септември 1299 г. за графиня Елизабет (Елза) фон Цигенхайн († 1304), II. пр. 1304 г. за графиня Аделхайд (Удалхилдис) фон Ринек († 1313), III. за графиня Йохана фон Сарверден